# Stephenia natalica
Stephenia natalica is een vlinder uit de familie van de Nymphalidae. Deze soort is voor het eerst wetenschappelijk beschreven als Acraea natalica door Jean Baptiste Boisduval in een publicatie uit 1847.

## Verspreiding
Deze soort komt voor in Zuid-Somalië, Zuidoost-Congo-Kinshasa, Zuidwest-Oeganda, Kenia, Tanzania, Angola, Zambia, Malawi, Mozambique, Namibië, Botswana, Zimbabwe, Zuid-Afrika en Swaziland.

## Habitat
Het habitat bestaat uit bossen met Brachystegia, savannes en in cultuur gebrachte gebieden.

## Waardplanten
De rups leeft op:
- Passifloraceae
  - Adenia gummifera
  - Passiflora caerulea
  - Streptopetalum serratum
  - Tricliceras longipedunculatum
- Salicaceae
  - Oncoba-soorten
- Vitaceae
  - Vitis-soorten